# Stora Övatjärnen
Stora Övatjärnen är en sjö i Karlstads kommun i Värmland och ingår i Göta älvs huvudavrinningsområde.